# Es ist das Heil uns kommen her
Es ist das Heil uns kommen her (Le salut nous est venu) (BWV 9), est une cantate religieuse de Johann Sebastian Bach composée à Leipzig entre 1732 et 1735.

## Histoire et livret
Bach composa cette cantate chorale à l'occasion du sixième dimanche après la Trinité entre 1732 et 1735. Pour cette destination liturgique, une autre cantate a franchi le seuil de la postérité : la BWV 170. Quand il composait son deuxième cycle annuel de cantates chorales en 1724, il était à Köthen ce dimanche et laissa le texte de côté. La cantate est basée sur un choral (Es ist das Heil uns kommen her) de Paul Speratus, publié en 1524 dans le « Achtliederbuch », le premier hymnal luthérien. Le thème de ce choral est un résumé de la doctrine luthérienne du salut du pêché seulement par la grâce de Dieu, doctrine que l'on trouve dès la première strophe : « Es ist das Heil uns kommen her von Gnad und lauter Güte. Die Werk, die helfen nimmermehr, ... der Glaub sieht Jesum Christum an, ... er ist der Mittler worden ».
Les lectures prescrites pour ce dimanche étaient Rom. 6 :3–11, « Durch Christi Tod sind wir der Sünde gestorben », et Mat. 5,20-26, un passage du sermon sur la montagne, pour une justice meilleure que celle qui consiste seulement à observer les lois et les règles. Un poète inconnu a transformé les quatorze strophes  du choral en sept mouvements de cantate. Il n'a pas gardé les deux dernières strophes, a gardé la première et la douzième pour les premier et dernier mouvements, a réécrit les strophes deux et quatre en un récitatif (deuxième mouvement), les strophes cinq et sept en un deuxième récitatif (quatrième mouvement), et les strophes neuf et onze en un troisième récitatif (sixième mouvement).
La huitième strophe se retrouve dans la première aria (cinquième mouvement) tandis que le troisième mouvement n'est pas directement issu du choral mais intensifie la conclusion du premier récitatif,. Ces trois récitatifs, chantés par la basse en tant que Vox Christi, peuvent être considérés comme un sermon dont la teneur est approfondie par les arias qui les séparent.
Bach avait déjà utilisé la douzième strophe du choral en 1716 pour la conclusion de la cantate Mein Gott, wie lang, ach lange? (BWV 155), en 1723 les douzième et onzième strophes pour conclure les deux parties de Ärgre dich, o Seele, nicht, (BWV 186), et la onzième strophe encore en 1724 pour la conclusion de Wahrlich, wahrlich, ich sage euch, (BWV 86).

## Structure et instrumentation
La cantate est écrite pour ensemble de musique de chambre de quatre solistes, soprano, alto, ténor, basse, un chœur à quatre voix, flûte traversière, hautbois d'amour, deux violons, alto et basse continue,.
Il y a six mouvements :
1. chœur : Es ist das Heil uns kommen her
2. récitatif (basse) : Gott gab uns ein Gesetz, doch waren wir zu schwach
3. aria (ténor) : Wir waren schon zu tief gesunken
4. récitatif (basse) : Doch musste das Gesetz erfüllet werden
5. aria (duo) (soprano, alto) : Herr, du siehst statt guter Werke
6. récitatif (basse) : Wenn wir die Sünd aus dem Gesetz erkennen
7. choral : Ob sichs anließ, als wollt er nicht

## Musique
Le chœur d'ouverture est une fantaisie chorale avec la partie vocale insérée dans un concerto des instruments. Le cantus firmus de la mélodie du choral (Es ist das Heil uns kommen her) est chantée par la soprano en longues notes dépouillées tandis que les voix plus graves entonnent une imitation. La partition, avec la flûte et le hautbois d'amour comme instruments obligés en opposition avec les cordes, est inhabituelle, le premier violon prenant parfois part au concerto,.
Les récitatifs sont secco à la seule exception de la dernière ligne du quatrième mouvement « ...und fest um Jesu Arme schlingt » qui est rendu en arioso. L'aria du ténor dépeint le « naufrage » de « Wir waren schon zu tief gesunken » (nous avions déjà sombré trop profondément) en motifs descendants en un rythme irrégulier de syncopes qu'Alfred Dürr décrit comme l'image d'« une vertigineuse descente dans les abîmes du pêché »,. Le duo « Herr, du siehst statt guter Werke » pour la soprano et l'alto se transforme en quintette avec l'ajout de la flûte, du hautbois d'amour et du continuo. Ce duo est disposé en un complexe contrepoint canonique en forme da capo. Le choral final est arrangé pour quatre voix mais les voix graves dans une inhabituelle polyphonie,.

## Sources
- Gilles Cantagrel, Les Cantates de J.-S. Bach : textes, traductions, commentaires, Paris, Fayard, 2010, 1664 p. (ISBN 978-2-213-64434-9, OCLC 690686903), p. 746–750.